# Wiktor Iwanowitsch Diduk
Wiktor Iwanowitsch Diduk (russisch Виктор Иванович Дидук; * 8. Juli 1957 in Leningrad) ist ein ehemaliger sowjetischer Ruderer, der 1988 eine olympische Silbermedaille gewann.
Bereits bei seinem ersten Start mit dem sowjetischen Achter gewann Diduk bei den Weltmeisterschaften 1981 in München gewann Diduk den Weltmeistertitel. Vier Ruderer aus dem Weltmeister-Achter von 1981, darunter Wiktor Diduk, gehörten auch zu dem Achter, der bei den Weltmeisterschaften 1982 in Luzern die Bronzemedaille hinter den Booten aus Neuseeland und aus der DDR gewann.
Drei Jahre später gehörten bei den Weltmeisterschaften 1985 in Hazewinkel außer Diduk auch Jonas Pinskus aus dem Achter von 1981 und Wiktor Omeljanowytsch aus dem Achter von 1982 zu der Crew, die im Jahr nach dem Olympiaboykott mit dem sowjetischen Achter Weltmeister wurde. 1986 in Nottingham siegte der australische Achter, die sowjetische Crew gewann die Silbermedaille. Bei den Olympischen Spielen 1988 in Seoul siegte der Deutschland-Achter, dahinter gewann Diduk mit dem sowjetischen Achter die Silbermedaille vor dem US-Achter mit acht Weltmeistern von 1987.